# Nogi Maresuke

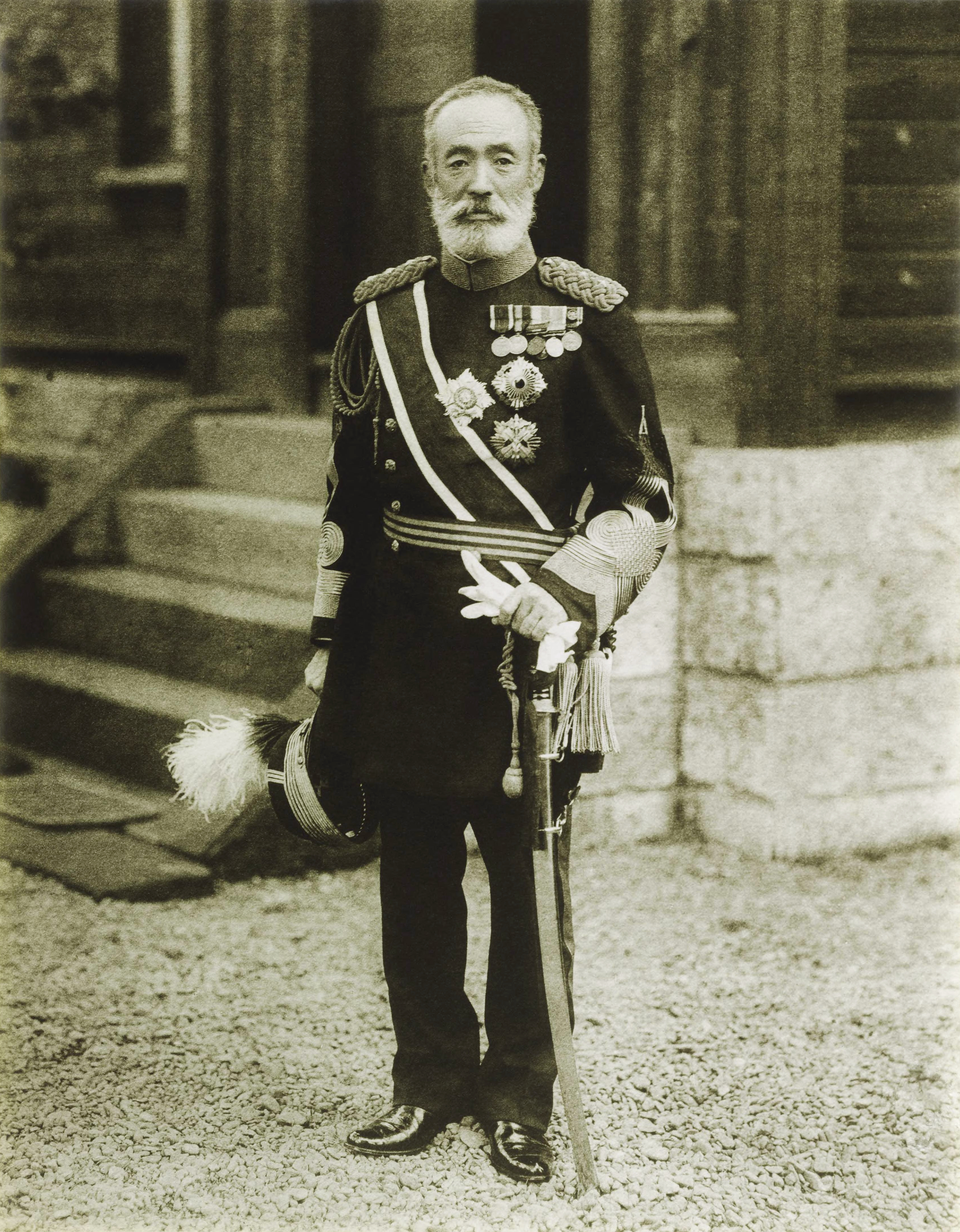
Nogi Maresuke

Hakushaku Nogi Maresuke (jap. 乃木 希典; * 25. Dezember 1849 in Edo; † 13. September 1912 in Akasaka, Tokio) war General der Kaiserlich Japanischen Armee.

## Leben
Nogi wurde in Edo (später Tokio) geboren. Während des japanischen Bürgerkriegs von 1877 diente er als Hauptmann in der kaiserlichen Armee.
Bei der Entmachtung des Bakufu diente Nogi als Offizier im kaiserlichen Heer. Bei der Satsuma-Rebellion 1877 hatte er bereits den Rang eines Majors inne. Bei einem Gefecht am 2. Februar 1877 verlor sein Regiment seine Standarte. Nogi wurde für drei Tage unter Arrest gestellt. Zahlreiche Offiziere forderten nach dem Ehrenkodex des Bushidō seinen Suizid. Kaiser Meiji verbat sich allerdings den Suizid von Nogi Maresuke zu seinen Lebzeiten und hielt ihn somit davon ab.
1884 war Nogi Brigadekommandeur. Vorher verbrachte er ein Jahr in Deutschland zur militärischen Ausbildung. Zum Zeitpunkt des Chinesisch-Japanischen Krieg war Nogi Generalleutnant und nahm unter anderem an der Schlacht von Lüshunkou teil. Von 1896 bis 1898 war er Generalgouverneur von Taiwan.
1904 ließ sich Nogi auf eigenen Wunsch in den Ruhestand versetzen. Er rechtfertigte dies mit der Schande, welche Offiziere unter seinem Befehl durch Plünderungen während des Boxeraufstands über ihn gebracht hätten.
Während des Russisch-Japanischen Krieges wurde Nogi in den aktiven Dienst zurückgerufen und bekleidete den Rang eines Generalmajors. Er befehligte die Belagerung von Port Arthur. Aufgrund seiner Unfähigkeit, moderne Befestigungswerke zu verstehen und topographische Karten zu lesen, befahl er wiederholt militärisch sinnlose Frontalangriffe. Innerhalb des Offizierskorps wurde er als inkompetent angesehen und seine Ablösung beim Kaiser gefordert. Um den Ruf der Armee zu retten, wurde Nogi jedoch auf seinem Platz belassen und von der japanischen Militärführung zum Kriegshelden aufgebaut. Nogi wurde durch den ihm gesandten Stabschef der Mandschurei-Armee Kodama Gentarō de facto entmachtet, um eine Niederlage bei der Schlacht zu verhindern, was jedoch nicht an die Öffentlichkeit drang. Insbesondere in der westlichen Presse wurde Nogi als militärisches Genie und Verkörperung des Samuraiethos positiv beschrieben.
In Japan selbst wurden aufgrund der hohen Verluste der Belagerung mit 59.000 Toten Kritik aus der Bevölkerung an Nogi laut. Unter anderem wurden sein Haus von einer Menschenmenge mit Steinen beworfen und seine in Japan weilende Ehefrau bedroht. Auch die beiden Söhne Nogis fanden als Offiziere bei den Kämpfen um Port Arthur den Tod.
Nach dem Tod des Kaisers starb Nogi Maresuke im September 1912 zusammen mit seiner Ehefrau Shizuko durch Suizid. Nogi begründete dies in seinem Testament mit der Schande, die er 1877 über sich gebracht habe.

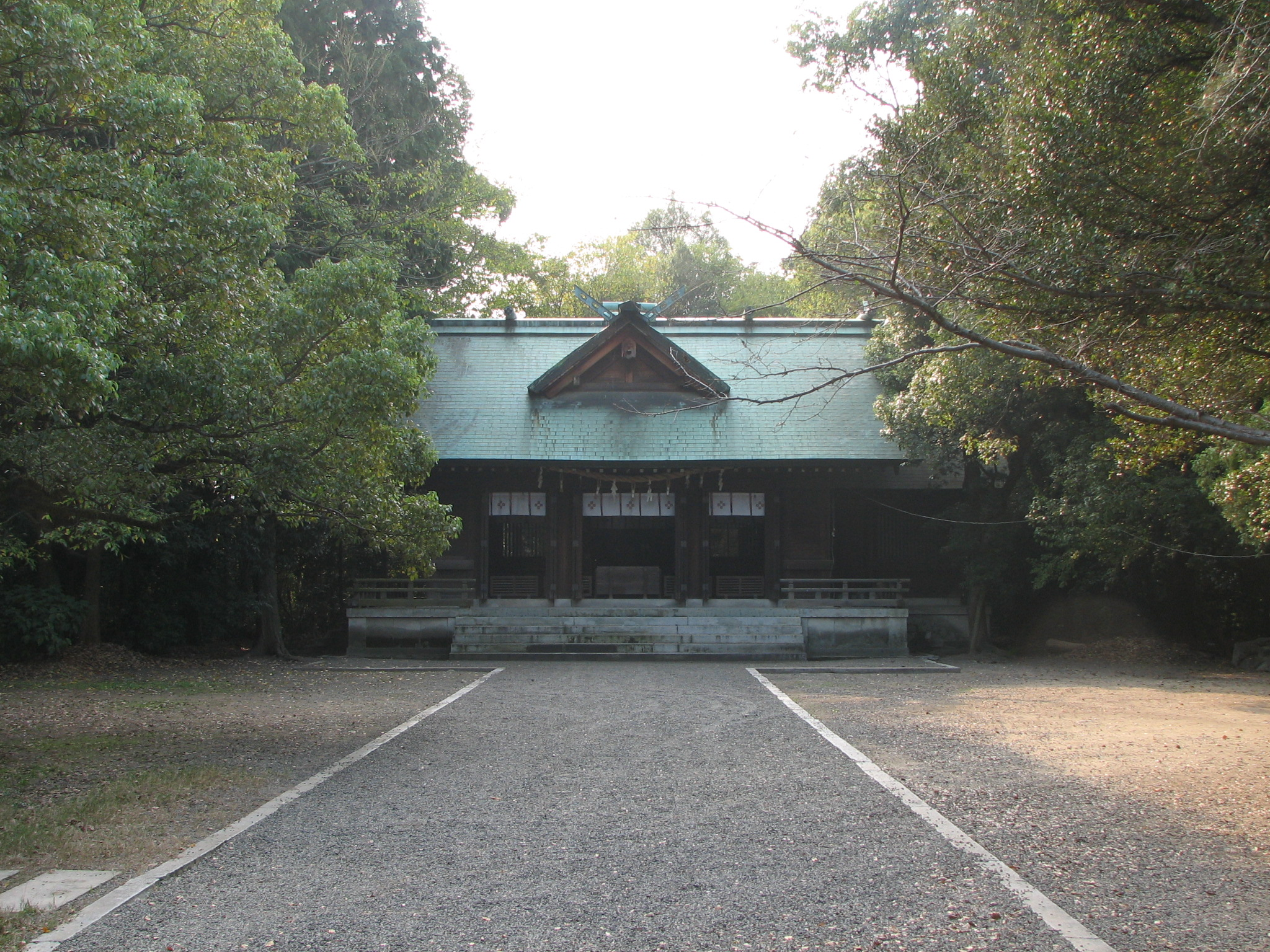
Nogi-Schrein auf dem Gelände des Kagawa-ken-Gokoku-Schreins in Zentsūji

Beide werden in Nogi-Schreinen (乃木神社, Nogi-jinja), u. a. in Tokio (Nogi-Schrein), Shimonoseki und Kyoto als Kami verehrt. Ebenso wurde der Hügel nahe dem Tokioter Nogi-Schrein Nogizaka („Nogi-Hügel“) genannt, der wiederum der U-Bahn-Station und dem umliegenden Viertel den Namen gab.